# خط طول 113° شرق
خط طول 113° شرق هو أحد خطوط الطول الجغرافية، والتي تمتد من القطب الشمالي الجغرافي إلى القطب الجنوبي الجغرافي، وحسب التحويل الزمني يتقدم خط طول 113° شرق عن خط غرينتش بـ7 ساعات و32 دقيقة.

## من القطب إلى القطب
ينطلق خط طول 113° شرق من القطب الشمالي نحو القطب الجنوبي مرورا بالمناطق التي ترد في الجدول التالي:
| الإحداثيات                           | البلد أو الإقليم أو البحر | ملاحظات |
| ------------------------------------ | ------------------------- | --- |
| 90°0′N 113°0′E / 90.000°N 113.000°E  | المحيط المتجمد الشمالي    | |
| 79°10′N 113°0′E / 79.167°N 113.000°E | بحر لابتيف                | |
| 76°14′N 113°0′E / 76.233°N 113.000°E | روسيا                     | كراسنويارسك كراي — تايميار |
| 75°1′N 113°0′E / 75.017°N 113.000°E  | بحر لابتيف                | |
| 74°31′N 113°0′E / 74.517°N 113.000°E | روسيا                     | ياقوتيا — Bolshoy Begichev Island |
| 74°11′N 113°0′E / 74.183°N 113.000°E | بحر لابتيف                | |
| 73°54′N 113°0′E / 73.900°N 113.000°E | روسيا                     | ياقوتيا إركوتسك أوبلاست — من 59°9′N 113°0′E / 59.150°N 113.000°E بورياتيا — من 56°41′N 113°0′E / 56.683°N 113.000°E كراي عبر البايكال — من 52°22′N 113°0′E / 52.367°N 113.000°E |
| 49°36′N 113°0′E / 49.600°N 113.000°E | منغوليا                   | |
| 44°50′N 113°0′E / 44.833°N 113.000°E | جمهورية الصين الشعبية     | منغوليا الداخلية شانشي – من 40°20′N 113°0′E / 40.333°N 113.000°E خنان – من 35°19′N 113°0′E / 35.317°N 113.000°E خوبي – من 32°23′N 113°0′E / 32.383°N 113.000°E خونان – لحوالي 7 km من 29°46′N 113°0′E / 29.767°N 113.000°E Hubei – من 29°41′N 113°0′E / 29.683°N 113.000°E Hunan – من 29°30′N 113°0′E / 29.500°N 113.000°E, مرورا بشرق تشانغشا (في 28°12′N 112°58′E / 28.200°N 112.967°E) غوانغدونغ – لحوالي 13 km من 25°20′N 113°0′E / 25.333°N 113.000°E Hunan – لحوالي 6 km من 25°10′N 113°0′E / 25.167°N 113.000°E Guangdong – لحوالي 9 km من 25°9′N 113°0′E / 25.150°N 113.000°E Hunan – لحوالي 4 km من 25°0′N 113°0′E / 25.000°N 113.000°E Guangdong – من 24°56′N 113°0′E / 24.933°N 113.000°E |
| 21°56′N 113°0′E / 21.933°N 113.000°E | بحر الصين الجنوبي         | مرورا عبر the disputed جزر باراسيل مرورا عبر the disputed جزر سبراتلي |
| 3°10′N 113°0′E / 3.167°N 113.000°E   | ماليزيا                   | سراوق – on the جزيرة بورنيو |
| 1°34′N 113°0′E / 1.567°N 113.000°E   | إندونيسيا                 | جزيرة بورنيو – لحوالي 13 km |
| 1°27′N 113°0′E / 1.450°N 113.000°E   | ماليزيا                   | سراوق – on the جزيرة بورنيو, لحوالي 5 km |
| 1°24′N 113°0′E / 1.400°N 113.000°E   | إندونيسيا                 | جزيرة بورنيو |
| 3°10′S 113°0′E / 3.167°S 113.000°E   | بحر جاوة                  | |
| 6°53′S 113°0′E / 6.883°S 113.000°E   | إندونيسيا                 | جزيرة جزيرة مادورا |
| 7°13′S 113°0′E / 7.217°S 113.000°E   | مضيق مادورا               | |
| 7°39′S 113°0′E / 7.650°S 113.000°E   | إندونيسيا                 | جزيرة جاوة (جزيرة) |
| 8°19′S 113°0′E / 8.317°S 113.000°E   | المحيط الهندي             | مرورا بغرب Bernier Island (في 24°59′S 113°7′E / 24.983°S 113.117°E) و Dorre Island (في 25°14′S 113°3′E / 25.233°S 113.050°E), أستراليا الغربية, أستراليا |
| 25°31′S 113°0′E / 25.517°S 113.000°E | أستراليا                  | أستراليا الغربية – Dirk Hartog Island |
| 25°51′S 113°0′E / 25.850°S 113.000°E | المحيط الهندي             | |
| 60°0′S 113°0′E / 60.000°S 113.000°E  | المحيط الجنوبي            | |
| 65°44′S 113°0′E / 65.733°S 113.000°E | القارة القطبية الجنوبية   | الإقليم الأسترالي في القارة القطبية الجنوبية، المطالب الإقليمية بالقارة القطبية الجنوبية by أستراليا |